# (34725) 2001 QJ19
2001 QJ19 (asteroide 34725) é um asteroide da cintura principal. Possui uma excentricidade de 0.09592960 e uma inclinação de 3.95890º.
Este asteroide foi descoberto no dia 16 de agosto de 2001 por LINEAR em Socorro.